# Achapura, Sagar
Achapura là một làng thuộc tehsil Sagar, huyện Shimoga, bang Karnataka, Ấn Độ.